# Estación de Coina
La Estación Ferroviária de Coina, también conocida como Estación de Coina, es una estación de ferrocarriles de la Línea del Sur, que sirve a parroquias de Fernão Ferro, en el ayuntamiento de Seixal, en Portugal.

## Descripción

### Vías y plataformas
En enero de 2011, poseía cuatro vías de circulación, dos con 280 metros de longitud, y las restantes con 397 y 375 metros; las plataformas tenían todas 90 centímetros de altura y 251 metros de extensión. De la vía V, en la dirección de Campolide A, deriva el Ramal de la Siderurgia Nacional.

## Historia
Esta plataforma fue inaugurada el 6 de octubre de 2004.